# Ernesto García-Quijada Romero
Ernesto García-Quijada Romero (Burgos, 2 de mayo de 1940 - Granada, 4 de agosto de 1979) fue un capitán de infantería del ejército español. Fue el creador, cofundador y primer Jefe del Grupo Especial de Operaciones (GEO) del Cuerpo Nacional de Policía. Murió en accidente de tráfico.
- Datos: Q5836864

Tres meses antes de fallecer, el capitán García-Quijada declaraba a la revista Tribuna Policial: "El GEO responde a la necesidad de cualquier policía de contar con una unidad especial de adiestrados expertos en rápidas operaciones tipo comando, en explosivos, demoliciones, transmisiones, tiro, etcétera y que puedan enfrentarse con garantías de éxito al cada vez más tecnificado ataque terrorista y que haga inviable el chantaje a todo un pueblo".